# بورتاغ (ويسكونسن)
بورتاغ (بالإنجليزية: Portage, Wisconsin)‏ هي بلدة، مدينة من الدرجة الرابعة و مقر المقاطعة تقع في الولايات المتحدة في Columbia County. يقدر عدد سكانها بـ 10,324 نسمة ومساحتها 24.92 كم2 وترتفع عن سطح البحر 242 متر.

## التركيبة السكانية
قام مكتب تعداد الولايات المتحدة بتحديد بيانات التركيبة السكانية لبورتاغ في تعداد الولايات المتحدة. في ما يلي، التركيبة السكانية حسب تعدادي 2000 و2010.

### تعداد عام 2000
بلغ عدد سكان بورتاغ 9,728 نسمة بحسب تعداد عام 2000، وبلغ عدد الأسر 3,770 أسرة وعدد العائلات 2,228 عائلة مقيمة في المدينة. في حين سجلت الكثافة السكانية 1,172.9 نسمة لكل ميل مربع (452.9/كم2). وبلغ عدد الوحدات السكنية 3,970 وحدة بمتوسط كثافة قدره 478.7 نسمة لكل ميل مربع (184.8/كم2).
وتوزع التركيب العرقي للمدينة بنسبة 92.76% من البيض و 0.51% من الأمريكيين الأصليين و 0.71% من الأمريكيين ذوي الأصول الآسيوية و 0.05% من سكان جزر المحيط الهادئ و 3.90% من الأمريكيين الأفارقة و 1.21% من عرقين مختلطين أو أكثر.
بلغ عدد الأسر 3,770 أسرة كانت نسبة 30.1% منها لديها أطفال تحت سن الثامنة عشر تعيش معهم، وبلغت نسبة الأزواج القاطنين مع بعضهم البعض 44.5% من أصل المجموع الكلي للأسر، ونسبة 10.7% من الأسر كان لديها معيلات من الإناث دون وجود شريك، وكانت نسبة 40.9% من غير العائلات. تألفت نسبة 34.5% من أصل جميع الأسر من أفراد ونسبة 14.4% كانوا يعيش معهم شخص وحيد يبلغ من العمر 65 عاماً فما فوق. وبلغ متوسط حجم الأسرة المعيشية 2.96، أما متوسط حجم العائلات فبلغ 2.30.
بلغ العمر الوسطي للسكان 36 عاماً. وكانت نسبة 23.3% من القاطنين تحت سن الثامنة عشر، وكانت نسبة 10.6% بين الثامنة عشر والأربعة وعشرون عاماً، ونسبة 31.7% كانت واقعةً في الفئة العمرية ما بين الخامسة والعشرون حتى والأربعة وأربعون عاماً، ونسبة 19.3% كانت ما بين الخامسة والأربعون حتى الرابعة والستون، ونسبة 15.2% كانت ضمن فئة الخامسة والستون عاماً فما فوق. يوجد لكل 100 أنثى 106.1 ذكر، ويوجد لكل 100 أنثى في الثامنة عشر من عمرها فما فوق 108.7 ذكر.
بلغ متوسط دخل الأسرة في المدينة 35,815 دولار، أما متوسط دخل العائلة فبلغ 44,804 دولار. وكان متوسط دخل الذكور 33,158 دولار مقابل 23,478 دولار للإناث. وسجل دخل الفرد الخاص بالمدينة 18,039 دولار. وكانت نسبة 4.6% من العائلات ونسبة 7.2% من السكان تحت خط الفقر، وكان من هؤلاء نسبة 7.5% تحت سن الثامنة عشر ونسبة 7.8% في الخامسة والستين من العمر وما فوق.

### تعداد عام 2010
بلغ عدد سكان بورتاغ 10,324 نسمة بحسب تعداد عام 2010، وبلغ عدد الأسر 4,060 أسرة وعدد العائلات 2,349 عائلة مقيمة في المدينة. في حين سجلت الكثافة السكانية 1,170.5 نسمة لكل ميل مربع (451.9/كم2). وبلغ عدد الوحدات السكنية 4,493 وحدة بمتوسط كثافة قدره 509.4 لكل ميل مربع (196.7/كم2).
وتوزع التركيب العرقي للمدينة بنسبة 90.9% من البيض و 0.9% من الأمريكيين الأصليين و 0.8% من الأمريكيين ذوي الأصول الآسيوية و 5.0% من الأمريكيين الأفارقة و 1.6% من عرقين مختلطين أو أكثر.
بلغ عدد الأسر 4,060 أسرة كانت نسبة 31.0% منها لديها أطفال تحت سن الثامنة عشر تعيش معهم، وبلغت نسبة الأزواج القاطنين مع بعضهم البعض 40.5% من أصل المجموع الكلي للأسر، ونسبة 11.9% من الأسر كان لديها معيلات من الإناث دون وجود شريك، بينما كانت نسبة 5.4% من الأسر لديها معيلون من الذكور دون وجود شريكة وكانت نسبة 42.1% من غير العائلات. تألفت نسبة 34.8% من أصل جميع الأسر من أفراد ونسبة 14.1% كانوا يعيش معهم شخص وحيد يبلغ من العمر 65 عاماً فما فوق. وبلغ متوسط حجم الأسرة المعيشية 2.90، أما متوسط حجم العائلات فبلغ 2.27.
بلغ العمر الوسطي للسكان 37.2 عاماً. وكانت نسبة 22.1% من القاطنين تحت سن الثامنة عشر، وكانت نسبة 8.6% بين الثامنة عشر والأربعة وعشرون عاماً، ونسبة 30.6% كانت واقعةً في الفئة العمرية ما بين الخامسة والعشرون حتى والأربعة وأربعون عاماً، ونسبة 24.8% كانت ما بين الخامسة والأربعون حتى الرابعة والستون، ونسبة 13.9% كانت ضمن فئة الخامسة والستون عاماً فما فوق. وتوزع التركيب الجنسي للسكان بنسبة 53.7% ذكور و46.3% إناث.